# Sober (chanson de Jennifer Paige)
Pour les articles homonymes, voir Sober (homonymie).
Singles de Jennifer Paige
Crush
(1998) Always You
(1999)
Sober est une chanson de la chanteuse américaine Jennifer Paige, sortie le 19 février 1999.  Elle est aussi le second single extrait de son premier album studio Jennifer Paige. La chanson a été écrite puis produite par Andy Goldmark et Wayne Kirkpatrick. Elle obtient la 68e meilleure place au classement américain.

## Clip vidéo
Le vidéoclip est réalisé par Chris Applebaum. Il y dévoile Jennifer en train d'attendre son avion. En prenant son vol, elle rate son petit ami. Le vidéoclip possède une esthétique assez futuriste en octroyant des couleurs dominantes grise et blanche. Jennifer Paige Sober vidéo officielle Youtube

## Formats et liste des pistes
CD single
1. Sober — 4:00
2. Get To Me — 1:00

CD maxi
1. Sober — 4:00
2. Sober (Instrumental) — 4:02
3. Get To Me  — 4:00

## Classement
| Classement (1999)                        | Meilleure position |
| ---------------------------------------- | ------------------ |
| Australie (ARIA)                         | 58                 |
| UK Singles (The Official Charts Company) | 68                 |